# Overfladespænding
Overfladespænding er en egenskab ved væsker, der kommer til udtryk i overfladen. Væskens molekyler tiltrækker hinanden, hvilket skaber sammenhængskraft, som ved væskens overflader skaber en overfladespænding. Vand har en forholdsvis stærk overfladespænding, da positivt ladede hydrogenatomer i vandmolekylerne danner hydrogenbindinger med negativt ladede oxygenatomer i andre vandmolekyler. Det er grunden til, at der kan være en lille top vand i en fyldt kop, og at visse mønter kan flyde på overfladen. Overfladespændingen kan måles ved hjælp af et tensiometer.
| Naturvidenskab | Spire Denne naturvidenskabsartikel er en spire som bør udbygges. Du er velkommen til at hjælpe Wikipedia ved at udvide den. |